# 11466 Katharinaotto
11466 Katharinaotto eller 1981 EL33 är en asteroid i huvudbältet som upptäcktes den 1 mars 1981 av den amerikanska astronomen Schelte J. Bus vid Siding Spring-observatoriet. Den är uppkallad efter Katharina A. Otto.